# Lijst van loges in Aalst
Deze lijst van loges in Aalst betreft zowel nog bestaande als historische loges uit de vrijmetselarij en de para-vrijmetselarij. Alle hier vermelde loges zijn actief, tenzij een einddatum wordt vermeld. De meeste werkplaatsen komen samen in De Vilanderstraat 4 te 9300 Aalst, tenzij anders vermeld.

#### Provincial Grand Lodge for the Austrian Netherlands
De voormalige provinciale grootloge telde één slapende loge:
- nº ... : Saint-Jean de la Discrète Impériale (184X-18XX) - Franstalig

#### Grootoosten van België
- nº 58 : Ontwaken (1973) - Nederlandstalig
- nº 104 : Galilei (1988) - Nederlandstalig
- nº 114 : Het Reveil (1995) - Nederlandstalig

#### Belgische federatie Le Droit Humain
- symbolische loge nº 1228 : De Horizont (1975) - Nederlandstalig

#### Reguliere Grootloge van België
- Nr. 58 La Discrète Impériale (2016)  - Nederlandstalig
  - zitting in Erembodegem

#### Gran Oriente Latinoamericano
- nº 28 : Francisco De Miranda, Pensamiento Libertariote (19XX) - Spaans- en Franstalig

Vrijmetselarij · Beginselen · Geschiedenis · Symbolen · Vrijmetselaarsloge · Ordegrondwet · Obediëntie · Regulariteit en irregulariteit · Ritus · Graden · Grootmeester · Gemengde vrijmetselarij · Para-vrijmetselarij · Antivrijmetselarij · Vrijmetselarij in Nederland · Vrijmetselarij in België · Internationale vrijmetselarij
>>> Meer info op Portaal:Vrijmetselarij <<<